# واسلاف پشنیچکا
واسلاف پشنیچکا (چکی: Václav Pšenička; ۲۶ اکتبر ۱۹۰۶ – ۲۵ آوریل ۱۹۶۱) وزنه‌بردار اهل چکسلواکی بود.